# FN Herstal
Fabrique Nationale de Herstal (do francês: Fábrica Nacional de Herstal), nome de marca FN Herstal e frequentemente referida como Fabrique Nationale ou simplesmente FN, é uma empresa belga líder na fabricação de armas de fogo, estabelecida em Herstal, perto de Liège, na Bélgica. A empresa também foi fabricante de automóveis entre 1900 e 1935 e fabricante de motocicletas de 1901 a 1965.
A FN Herstal faz parte do Herstal Group cujo único acionista é a região da Valônia. É atualmente a maior exportadora de armas portáteis militares na Europa. O Grupo Herstal também possui as empresas americanas Winchester Repeating Arms Company e Browning Arms Company, a empresa britânica Manroy (que se tornou a FNH UK), a empresa japonesa Miroku e a empresa finlandesa Noptel. A FN America é a subsidiária norte-americana da FN Herstal, que foi formada pela fusão das duas subsidiárias americanas anteriores da FN – a FN Manufacturing e FNH USA.

## História

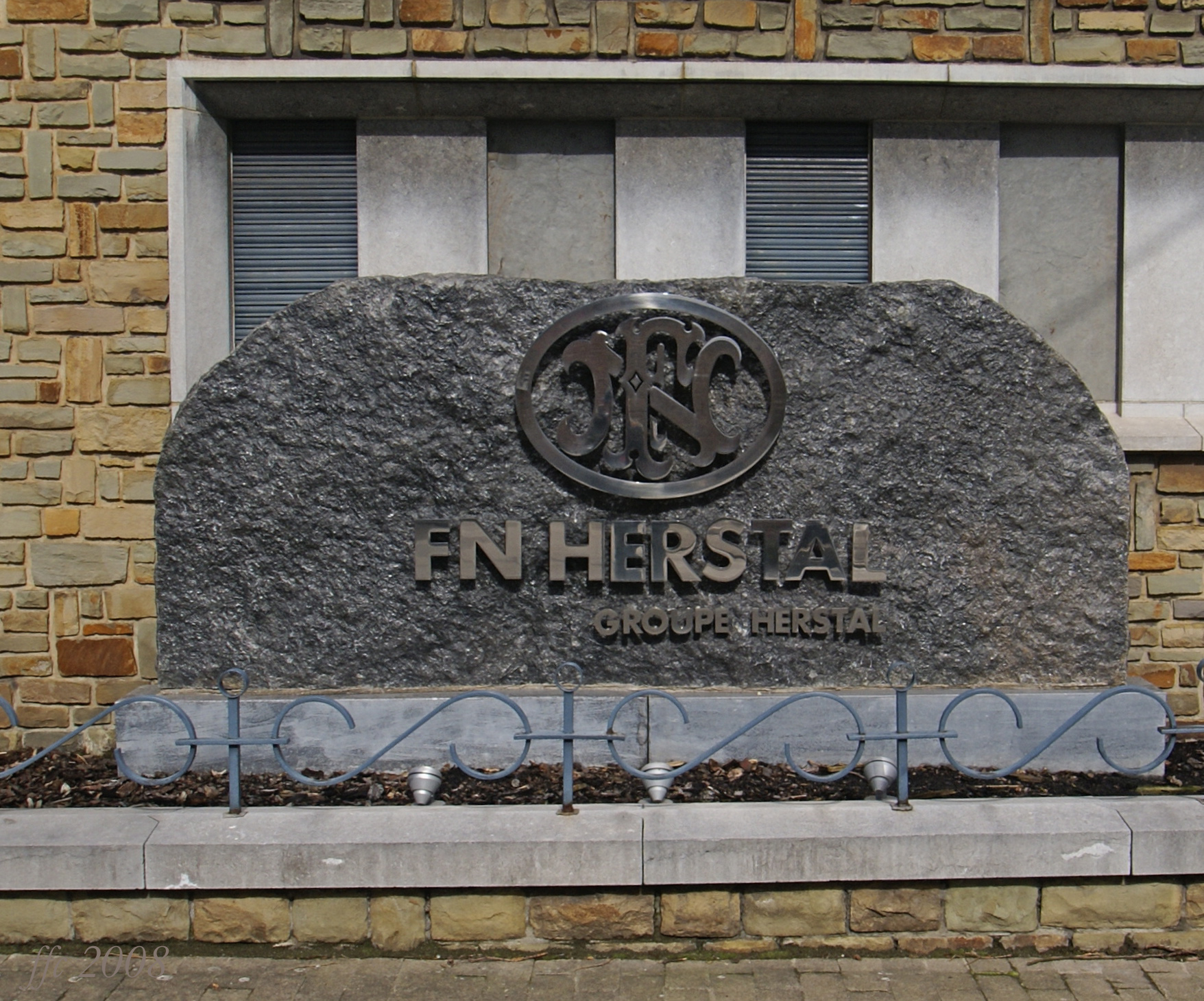
O logotipo da FN Herstal na entrada principal da fábrica em Liège.

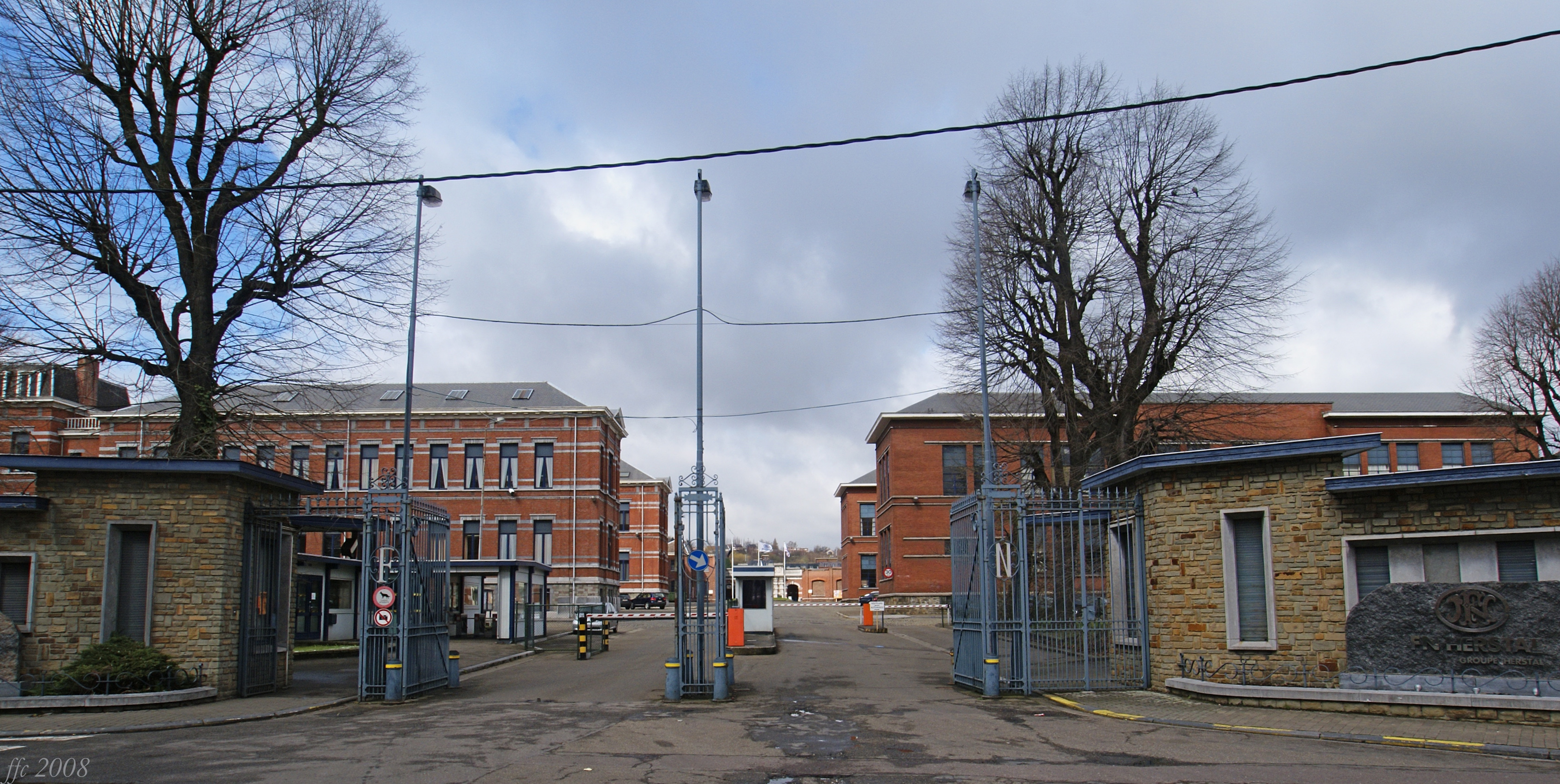
A entrada principal da fábrica da FN Herstal em Liège.

A região de Liège era conhecida desde o século XVII pela sua fabricação mecânica e, particularmente, pelas suas armas de fogo. Em 1492, o Principado de Liège foi declarado neutro e isso permitiu que os beligerantes das muitas guerras européias pudessem realizar encomendas. Os armeiros artesãos de Liège eram uma mão-de-obra camponesa que trabalhava meio-período, sendo assim barata e de fácil obtenção, e trabalhavam de forma independente, muitas vezes em casa, e eram especializados em determinadas operações. O resultado foi que o cano de uma arma percorreria, durante o seu fabrico, dezenas de quilómetros por toda a área metropolitana de Liège antes de ser concluído. No século XVI, um dos primeiros industriais de Liège, Jean De Corte, conhecido como Jean Curtius, fez fortuna graças ao comércio de armas e pólvora, do qual detinha o monopólio do fornecimento aos exércitos espanhóis. Este excedente de capital mudou o principado, com Jean Curtius construindo forjas, moinhos e laminadores. Também foi construído um palácio, a Maison Curtius, que hoje contém um acervo de 13 mil armas.
No século XIX, Liège tornou-se o principal centro de armeiros do mundo. Os fabricantes de armas costumavam se reunir em um local chamado “sindicato”, em Herstal. É neste contexto que nasceu a Fabrique Nationale, graças a uma encomenda de 150 mil armas do Estado belga, que levou vários concorrentes a unir forças. Em 10 de novembro de 1886, as empresas Ancion, irmãos Dumoulin, Dresse-Laloux & Cie, J. Janssen, irmãos Nagant, Pirlot-Frésart e A. Simonis formaram a empresa “Les Fabricants d’Armes Réunis” ("Os Fabricantes de Armas Reunidos"). H. Pieper juntou-se a eles em janeiro de 1887. No mesmo ano, os Fabricants d'Armes Réunis consideraram a criação de uma fábrica de armas de guerra com o objectivo de responder a uma encomenda do exército belga para a entrega de 150.000 fuzis de repetição. O nome Fabrique nationale d’Armes de Guerre ("Fábrica Nacional de Armas de Guerra") foi adotado em 8 de dezembro de 1888. O governo belga precisava substituir o fuzil de infantaria Albini-Braendlin, fabricado pela Manufacture d'Armes de l'État em Liège; um mosquete militar de qualidade, mas ultrapassado.
A Fábrica Nacional de Armas de Guerra foi fundada em 3 de julho de 1889 por ato aprovado perante o Sr. Nicolas Biar, notário em Liège. A lei lista as partes interessadas: Albert Simonis (fabricante de armas), Jules Ancion (fabricante de armas), Allard Bosmans (representante dos fabricantes de armas Dresse, Laloux & Cie), Léon Collinet (administrador delegado da Manufacture liégeoise d'Armes à feu) , Auguste Dumoulin (fabricante de armas), Joseph Franssen (fabricante de armas), Henri Pieper (fabricante de armas), Gustave Pirlot (fabricante de armas), Nicolas Vivario e Alban Poulet (banqueiro, diretor administrativo do Crédit Général Liège). Outros dois armeiros, Émile Nagant e Auguste Francotte, também participarão da empresa. Em 12 de julho de 1889, Allard Bormans e Henri Pieper assinaram o primeiro contrato da FN após um pedido do Estado belga de 150.000 fuzis de repetição licenciados pela Mauser (Mauser Modelo 1889, calibre 7,65mm) a um preço unitário de 79 francos (ou seja, um total de 11.850.000 francos). Em fevereiro de 1890, foi adquirido um terreno para construção da fábrica e no final de 1891, os primeiros fuzis foram entregues. A fábrica produziu rapidamente 250 fuzis por dia e a encomenda foi honrada em dezembro de 1894.
O primeiro conselho de administração (1889-1896) foi composto por Jules Ancion, Allard Borremans, Léon Collinet, Auguste Dumoulin, Joseph Janssen, Henri Pieper, Gustave Pirlot, Alban Poulet, Albert Simonis, Ernest Francote e Léon Nagant. A presidência foi confiada a Allard Borremans, a vice-presidência a Joseph Janssen e Henri Pieper foi escolhido como diretor administrativo.
| Acionistas                                 | Ações preferenciais | Ações comuns |
| ------------------------------------------ | ------------------- | ------------ |
| Albert Simonis (fabricante de armas)       | 300                 | 200          |
| Jules Ancion (fabricante de armas)         | 600                 | 200          |
| Dresse, Laloux et Cie                      | 600                 | 200          |
| Manufacture liégeoise d'Armes à feu        | 600                 | 200          |
| Irmãos Dumoulin (fabricantes de armas)     | 600                 | 200          |
| Joseph Franssen (fabricante de armas)      | 600                 | 200          |
| Henri Pieper (fabricante de armas)         | 1200                | 200          |
| Pirlot & Frésart (fabricantes de armas)    | 600                 | 200          |
| Nicolas Vivario                            | 300                 |              |
| Crédit général liégeois                    | 600                 |              |
| Auguste Francotte (fabricante de armas)    |                     | 200          |
| Émile & Léon Nagant (fabricantes de armas) |                     | 200          |
| Totais                                     | 6000                | 2000         |

## Características

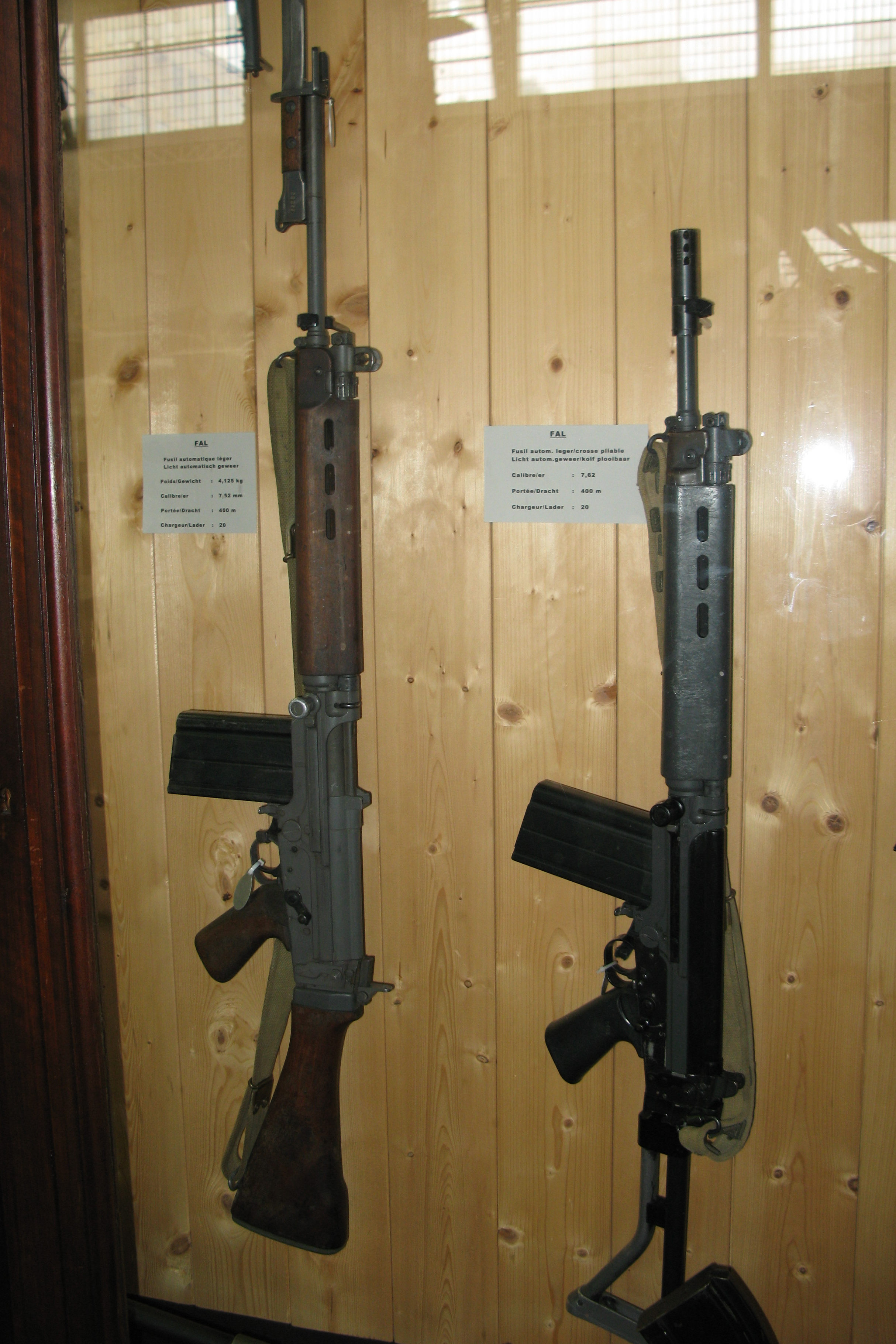
Fuzil e carabina FN FAL.

A FN Herstal faz parte do Herstal Group e outras subsidiárias incluem a US Browning Arms Company e o fabricante finlandês de optoeletrônicos Noptel. Enquanto a FN Herstal se concentra em armas para policiais e militares, a Browning produz principalmente armas para caçadores e atiradores esportivos, incluindo a marca Winchester. A FN Manufacturing, localizada em Colúmbia, na Carolina do Sul, era o ramo de fabricação da FN Herstal nos Estados Unidos, produzindo armas de fogo tal como as metralhadoras M249 e M240 e o fuzil M16, entre outros. A FNH USA, localizada em McLean, no estado da Virgínia, foi o ramo de vendas e marketing da FN Herstal nos Estados Unidos. Após a fusão, as instalações permaneceram na Carolina do Sul e Virgínia, mas com gerenciamento integrado.
A FN tornou-se conhecida mundialmente através da construção licenciada do fuzil FN FAL, desenvolvido em 1946. Mas a FN também conseguiu recentemente ostentar uma série de novos desenvolvimentos, como a pistola automática FN Five-seveN, a submetralhadora FN P90, a espingarda de assalto FN F2000 e a espingarda multicalibre FN SCAR. Armas de fogo da FN Herstal são amplamente usadas pelas forças armadas de mais de 100 países. Em 1992, a FN fundou a empresa de armas New Lachaussée juntamente com a Poudreries Réunies de Belgique.

### Balanço patrimonial
Nas contas anuais de 2020, a empresa afirmou que possui:
- € 412.010.557 de capital próprio,
- € 80.511 de dívida ao longo de um ano (a empresa é muito pouco endividada),
- um volume de negócios de € 269.894.097,
- um lucro do exercício de € 10.346.930 (€ 18.568.228 do ano anterior),
- um lucro transitado de € 109.199.707.

Ainda nesse ano, a empresa distribuiu cinco milhões de euros em dividendos (€ 1,5 milhões no ano anterior).

## Catálogo de armas

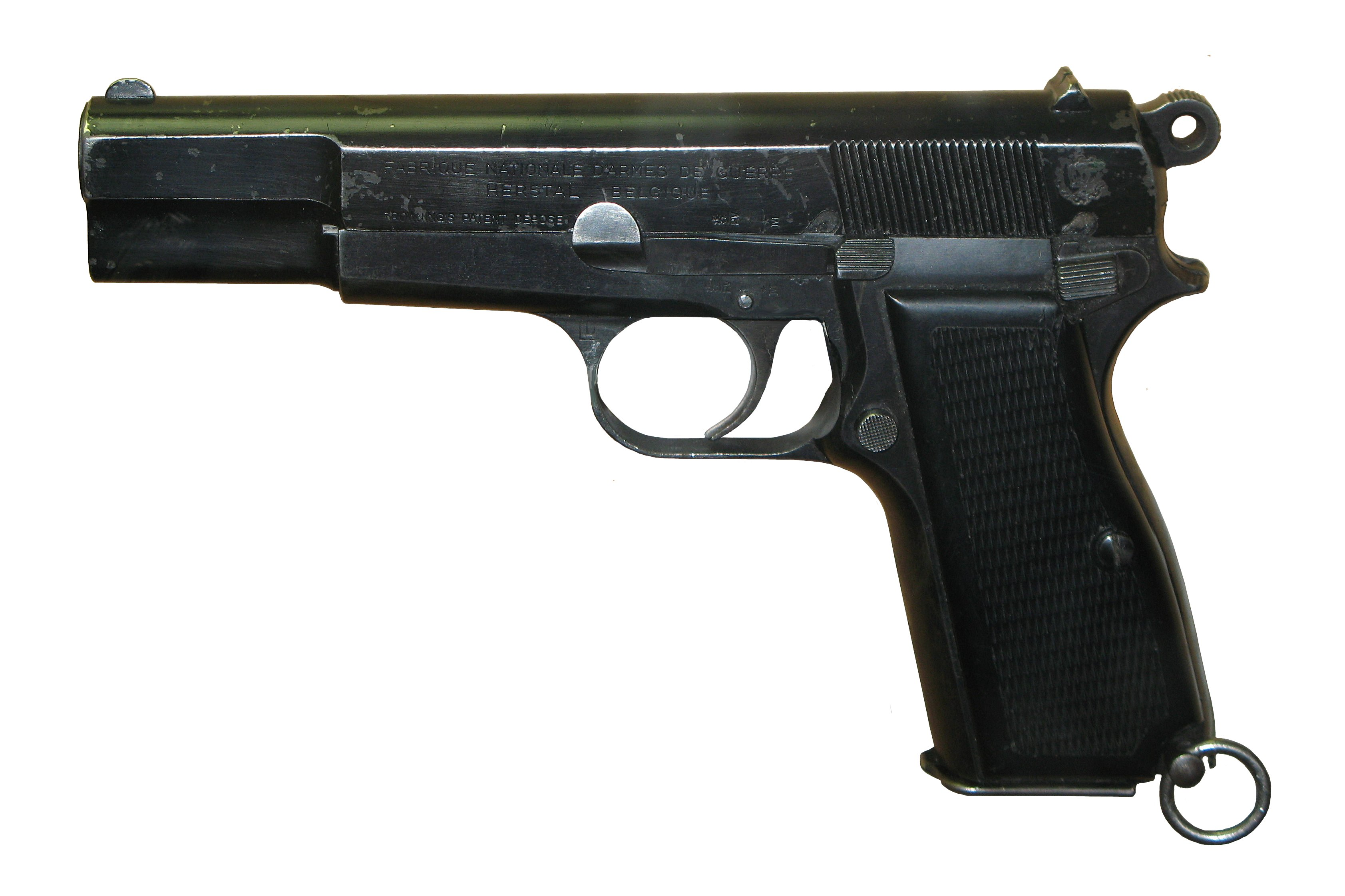
Pistola Browning Hi-Power de 9mm.

### Armas de porte
- Barracuda
- FN 509
- FN 503[19]
- FN Five-seven[20]
- FN FNP
- FN FNX
- FN FNS
- FN 49
- FN/Browning Hi-Power[21][22]
- FN Grand Browning[23]
- HP-DA
- Model 1900
- Model 1903
- Model 1905
- Model 1910
- Model 1922

### Submetralhadoras
- P90[20]

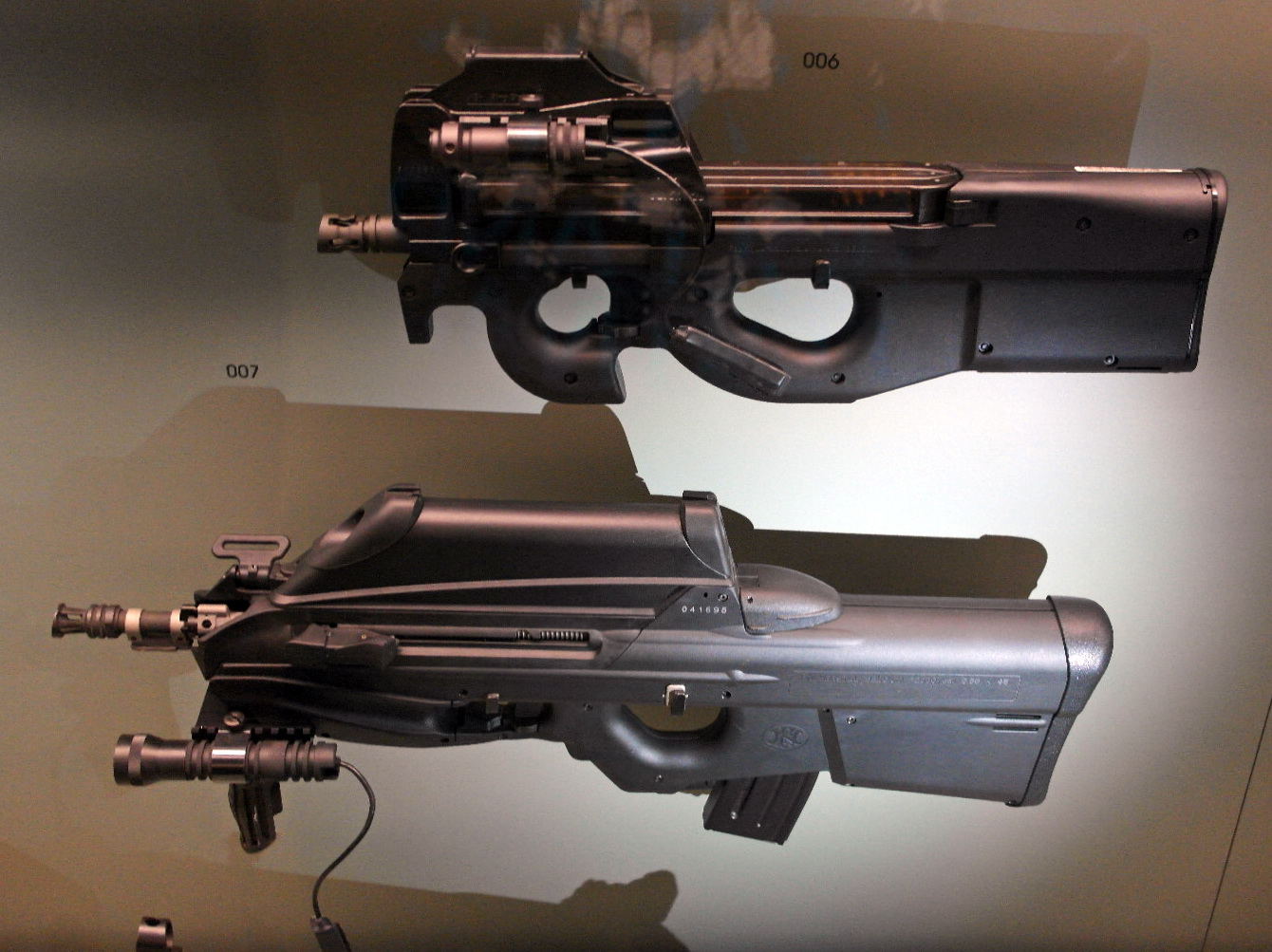
Uma submetralhadora FN P90 (acima) e um fuzil bullpup FN F2000 no Museu de Armas de Liège, na Bélgica.

- Uzi sob licença da Israel Military Industries.

### Fuzis

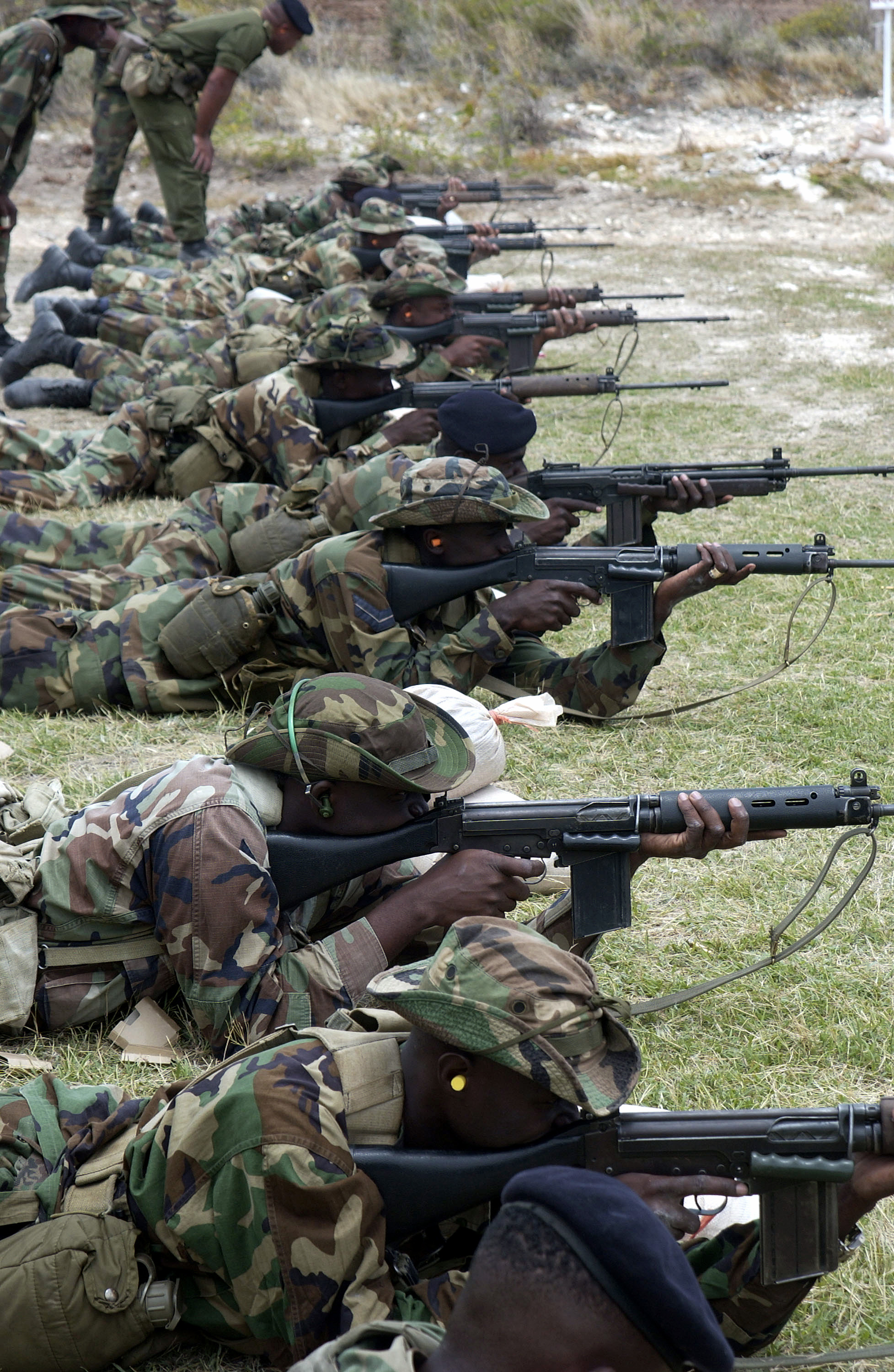
Soldados jamaicanos praticando tiro com fuzis FN FAL.

- Trombone
- Browning 22 Semi-Auto rifle
- CAL
- F2000
- FAL[24]
- FN-15[25]
- FNAR
- FNC
- M16
- M4A1[26]
- Mle 1930
- Model 1949
- PS90
- SCAR

### Fuzis de ação de ferrolho
- Mauser Modelo 1889
- Model 1924
- Karabiner 98k
- Modelo 1950
- Model 30-11
- FN Ballista
- Patrol Bolt Rifle
- Special Police Rifle
- Tactical Sport Rifle

### Metralhadoras

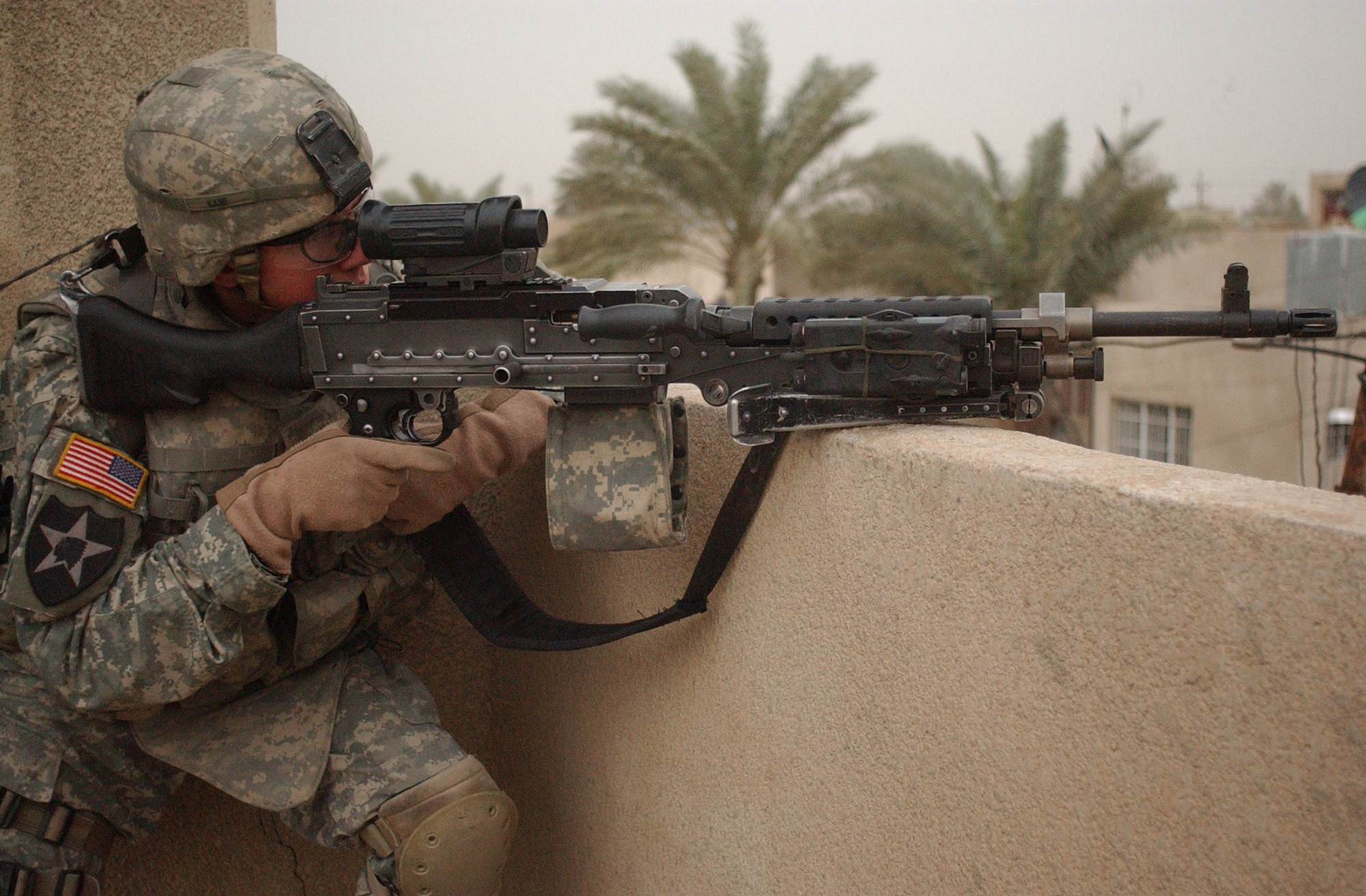
Soldado do Exército dos EUA operando uma FN MAG em Bagdá.

- FN BRG-15
- M2 Browning
- MAG[24]
- Minimi[27]
- Metralhadora Mark 48[28][28]
- FN BAR
- M3[29]

### Escopetas
- FN P-12
- FN Self-loading Police[30]
- FN Tactical Police Shotgun
- Browning Auto-5

### Sistemas de armas para helicópteros e aviões
- Mitrailleuse d´Avion Browning - F.N. Calibre 13,2 mm
- FN HMP250
- FN HMP400
- FN RMP

### Diversos
- 5,56×45mm SS109[31]
- 5,7×28mm[32]
- EGLM
- 303[33]
- 303 Pistol[34]
- FN Telgren
- FN Mle 38